# Мамадышский тракт (Казань)
Мамадышский тракт (тат. Мамадыш тракты) — магистральная автодорога, расположенная в Советском районе Казани. Является продолжением Аграрной улицы. Является одной из основных городских магистралей к объездной дороге с выездом из Казани на восток республики. Название получила благодаря своему направлению — идёт в город Мамадыш.

## История
Название тракт получил на основании безномерного нормативного документа от 1927 года.
До строительства объездной дороги тракт являлся транзитным для транспорта восточного направления и являлся частью трассы М7.
Проезжая часть тракта долгое время была двухполосной, но с 2007 года начались работы по подготовке реконструкции. Работы были начаты у реки Ноксы строительством мостового перехода севернее имеющегося. Также формировались новые участки проезжей части. 
В 2009 году активно велись работы по строительству двухуровневой развязки у пересечения тракта с объездной дорогой, где ранее было организовано круговое движение. Развязка запущена в октябре 2009 года.
После реконструкции тракт получил три полосы движения в каждом направлении, по центру была возведена зелёная разделительная полоса. Строительные работы были завершены в 2013 году.
| Многоэтажная жилая застройка | Многоэтажная жилая застройка | Многоэтажная жилая застройка |
| № дома                       | Год постройки                | Количество этажей            |
| ---------------------------- | ---------------------------- | ---------------------------- |
| 8                            | 2003                         | 10                           |
| 10                           | 2003                         | 7                            |
| 34                           | 2002                         | 6                            |
| 36                           | 2002                         | 7                            |

## Расположение
Мамадышский тракт пролегает с запада на восток на протяжении примерно 6 км от двухуровневой развязки Аграрной улицы и проспекта Победы. Заканчивается тракт у развязки на объездную дорогу (налево), в Пестрецы (прямо) и М7 (направо).

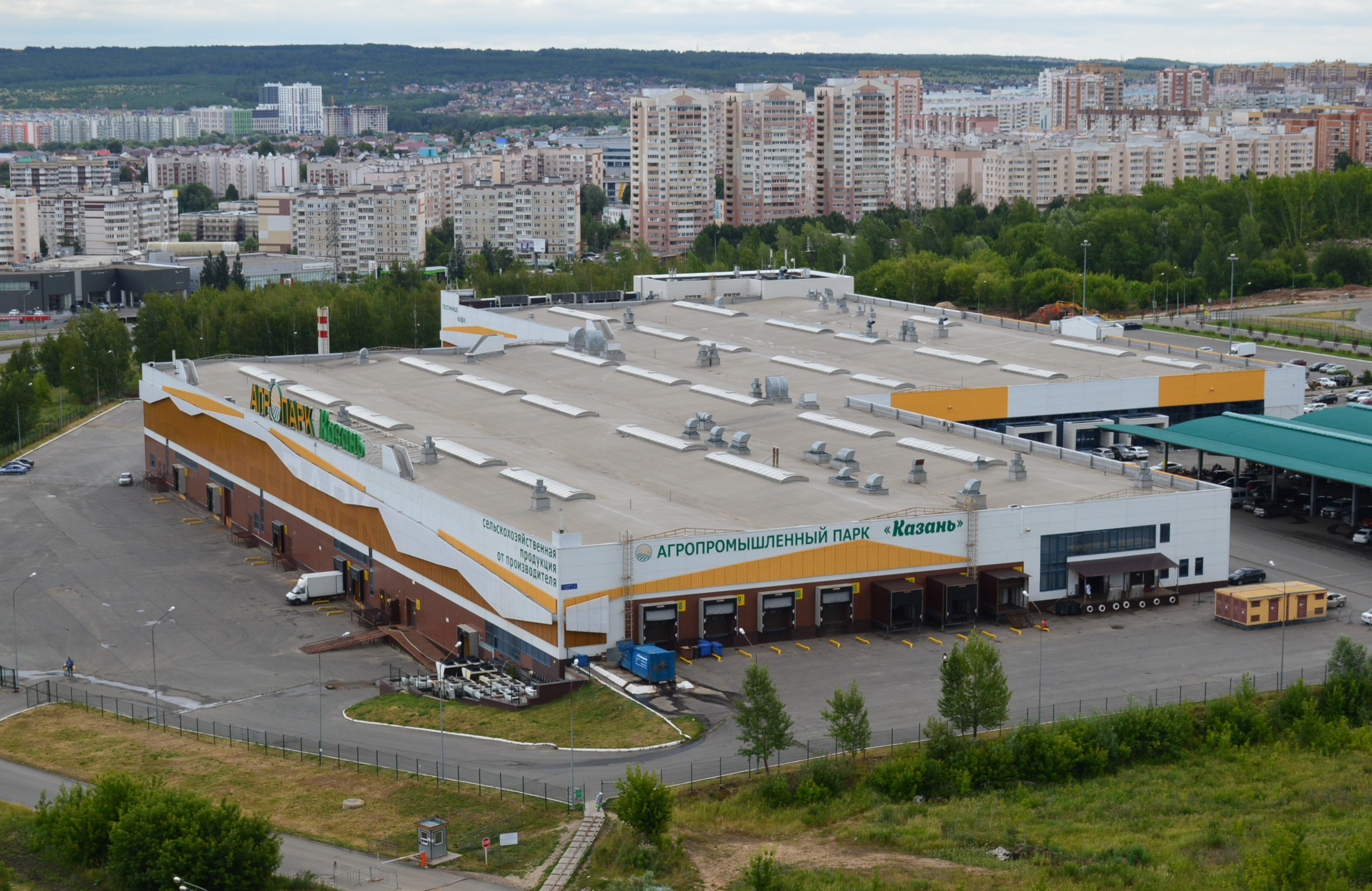
Агропромышленный парк «Казань»

## Объекты, расположенные на тракте
- Агропромышленный парк «Казань»
- Отделение по Советскому району отдела ГИБДД, УВД по г. Казани
- Renault, автоцентр
- Константиновское линейное производственное управление магистральных газопроводов, ООО Газпром трансгаз Казань
- Центр оптовой торговли Selgros Cash&Carry
- Самосыровское кладбище
- Мусульманское кладбище

## Транспорт
По тракту ходят городской автобус 71 и пригородные автобусы 106с, 109с, 123, 302, 305, 317.